# Kylie Live: X2008
Kylie Live: X2008 er udgivelsen på DVD og Blu-ray Disc af Kylie Minogues tiende turne KylieX2008. Filmen indeholder hele koncerten med en dokumentar og et fotogalleri.

## DVD
Sporliste
1. "Speakerphone"
2. "Can't Get You Out of My Head"
3. "Ruffle My Feathers"
4. "In Your Eyes"
5. "Heart Beat Rock"
6. "Wow"
7. "Shocked"
8. "Loveboat"
9. "Copacabana"
10. "Spinning Around"
11. "Like a Drug"
12. "Slow"
13. "2 Hearts"
14. "Sometime Samurai"
15. "Come into My World"
16. "Nu-di-ty"
17. "Sensitized"
18. "Flower"
19. "I Believe in You"
20. "On a Night Like This"
21. "Your Disco Needs You"
22. "Kids"
23. "Step Back in Time"
24. "In My Arms"
25. "No More Rain"
26. "The One"
27. "Love at First Sight"
28. "I Should Be So Lucky"

Ekstra
- 12 Hours… in the life of Kylie Minogue
- Conceptual designers
- Fotogalleri
- KylieX2008 DVD trailer